# 高州话
高州话，属于粤语高陽片，当地人称其为高州白话。狭义的高州话指的是高州地区通行的粤语高州口音，俗称高州白话，广义上的高州话包括高州白话及高州涯话，黎话。高州白话跟现在的广州话有很多相似的地方，但语调和很多口语跟广州话又有很大的区别。
高州白话保留了更多古粵語的特徵，有部分学者认为高州白话是保留比较完整的古南越语言。带有比较特别的地方风格，相对广州话来说，因为地处在广东南部，受到中原语言的影响相对小。
高州白话以高州为中心，有高州市和茂名市大部分地区、信宜市部分地区、化州市一部分地区（靠近高州）、阳江部分地区、云浮部分地区（靠近信宜）、湛江部分地区、广西部分地区（靠近茂名）。覆盖人口达到300万人口左右。

## 特点
最具特色的就是高州白话里的“冇”字（高州音读mao），这个“冇”字跟广州话里的“无”（广州音读mou）是一个意思。
高州白话拥有系统的小称音变规则，比如“车”、“狗”、“碗”，用第平调就是代表是大的，用另外一个调代表小。

## 保护与现状
由于广州话的强势语言的影响，很多出外工作的人，现在很多的年轻人说不出很标准的高州白话，很多时候都带有一些广州话的口语。
再有就是中国政府推广普通话，学校老师上课，都要求讲普通话，这个跟广州话都存在相同问题。